# Komórka inicjalna
Komórka inicjalna – występująca u roślin komórka pozostająca stale zdolna do podziału, stale zachowująca charakter merystematyczny. W wyniku podziału komórki inicjalnej powstają dwie komórki. Jedna z nich, w toku dalszych podziałów, wytwarza komórki potomne, które przekształcają się następnie w tkanki stałe.  Druga pozostaje komórką inicjalną, zdolną do kolejnych podziałów.

## Merystem wierzchołkowy korzenia
U większości paprotników w merystemie wierzchołkowym korzenia występuje jedna komórka inicjalna. Powstają z niej zarówno czapeczka, jak korzeń właściwy. Merystem wierzchołkowy korzenia nagonasiennych zawiera dwie warstwy komórek inicjalnych. Warstwa zewnętrzna rozwija się w plerom, a warstwa wewnętrzna w peryblem i czapeczkę. W merystemie wierzchołkowym korzenia okrytonasiennych są trzy warstwy komórek inicjalnych, a w niektórych przypadkach cztery. Wewnętrzna warstwa zawsze przekształca się w plerom. Środkowa warstwa u dwuliściennych przekształca się w peryblem, a u jednoliściennych w dermatogen i peryblem. Z zewnętrznej warstwa u dwuliściennych powstaje czapeczka i dermatogen, a u jednoliściennych tylko czapeczka.

## Merystem wierzchołkowy łodygi
U mszaków jest tylko jedna komórka inicjalna. Podobnie jest u  większości paprotników. U okrytonasiennych liczba komórek inicjalnych jest zróżnicowana. Nie różnią się one od komórek, które od nich pochodzą lub różnią się tylko nieznacznie. W merystemie wierzchołkowym łodygi traw jedna lub dwie komórki inicjalne występują w tunice i zwykle dwie w korpusie. U dwuliściennych tunika jest zwykle wielowarstwowa, a każda warstwa ma własną komórkę inicjalną. Jedna komórka inicjalna przypada również na korpus. 